# Taras Sjevtjenko
Taras Hryhorovytj Sjevtjenko (ukrainsk: Тарас Григорович Шевченко tr. Taras Hryhorovytj Sjevtjenko; født 9. marts 1814 i landsbyen Morintsy, Zvenigorodskij ujezd (nu Tjerkasy oblast), Kijev guvernement, Det Russiske Kejserrige, død 10. marts 1861 i Sankt Petersburg) var en ukrainsk digter, kunstner og humanist. Han anses af mange som Ukraines nationalskjald.
Sjevtjenko var søn af en livegen bonde og voksede op i nød, men hans kunstneriske anlæg gjorde, at godsejeren Engelhart lagde mærke til ham og tog ham med på sine rejser. I Petersburg blev han, gennem den russiske digter Vasilij Sjukovskijs (russisk: Василий Андреевич Жуковский) indgriben, frikøbt fra livegenskabet og han studerede ved kunstakademiet under Karl Brjullov (russisk: Карл Павлович Брюллов). Sjevtjenko blev i 1847 arresteret i Kijev for sin deltagelse i det slavofile politiske samfund Kyril og Metodius' broderskab. Han blev dømt til soldatertjeneste i Orenburg, og senere i fæstningen Novopetrovsk på den anden side af Det Kaspiske Hav. Han blev først i 1857 fri fra den brutale forvisning, men hans helbred var allerede da ødelagt. Han døde fire år senere, og blev begravet i byen Kaniv ved floden Dnepr.

## Digtning
Sjevtjenkos digtning afspejler hans egen og hans lands ulykkelige historie, og præges af human idealisme. På folkelig vis besang han Ukraines idylliske natur, det tidligere frie kosakliv og samtidens sociale elendighed. Hans største episke værk, Hajdamaki (1841) behandler det kosakiske bondeoprør ved Dnepr i 1768.
Han er specielt kendt for sine poetiske fortællinger, hvor ulykkelige kvindeskæbner besynges, f.eks. Katerina og Najmytsjka ("Tjenestepigen"), og for sine kunstnerisk omarbejdede folkefortællinger, f.eks. Rusalka ("Floden") og Poppelen (med "Lenore"-motivet i en anden form).
Der står en bronzebuste i Østre Anlæg af kunstneren Sergej Boguslavskij til minde om ham.
Sjevtjenkos Folkevise findes på dansk i Thor Langes "Fra Rusland: Skildringer og Stemninger" (1882).